# Lionel Cox
Lionel Malvyne Cox (ur. 26 stycznia 1930 w Brisbane, zm. 9 marca 2010 w Sydney) — australijski kolarz, dwukrotny medalista olimpijski.

## Kariera
Największe sukcesy w karierze Lionel Cox osiągnął w 1952 roku, kiedy zdobył dwa medale podczas igrzysk olimpijskich w Helsinkach. Wspólnie z Russellem Mockridge!em zdobył złoty medal w wyścigu tandemów, pokonując w finale ekipę Związku Południowej Afryki w składzie: Raymond Robinson i Tommy Shardelow. Na tych samych igrzyskach wywalczył ponadto srebrny medal w sprincie, ulegając jedynie Włochowi Enzo Sacchiemu, a bezpośrednio wyprzedzając Niemca Wernera Potzernheima. W 1954 roku wystartował na mistrzostwach świata w Kolonii, gdzie zajął czwarte miejsce w sprincie amatorów, przegrywając walkę o brąz z Francuzem Rogerem Gaignardem. W tym samym roku wystąpił na igrzyskach Imperium Brytyjskiego i Wspólnoty Brytyjskiej w Vancouver, ale ponownie nie zdobył medalu. Cox zajął co prawda drugie miejsce w sprincie, jednak o zakończeniu wyścigu został zdyskwalifikowany. W latach 1953 i 1955 zajmował trzecie miejsce w Grand Prix Paryża. Nigdy nie zdobył medalu na torowych mistrzostwach świata.